# Kiss Kiss Kiss (chanson d'Ami Suzuki)
Pour les articles homonymes, voir Kiss Kiss Kiss.
Singles de Ami Suzuki
Reincarnation
(2009)
Kiss Kiss Kiss (écrit en capitales : KISS KISS KISS) est le 12e single de Ami Suzuki sorti sous le label Avex Trax, en 2009, et son 32e single au total en comptant les douze sortis chez Sony Music, deux auto-produits, un spécial, et cinq collaborations.

## Présentation
Le single sort le 28 octobre 2009 au Japon sous le label Avex Trax, produit par Tomoyuki Tanaka alias Fantastic Plastic Machine. Il atteint la 28e place du classement de l'Oricon. Il se vend à 2 448 exemplaires la première semaine, et reste classé pendant 2 semaines, pour un total de 2 949 exemplaires vendus durant cette période ; c'est alors la plus faible vente d'un disque de la chanteuse, qui marque ensuite une pause dans sa carrière. Le single sort également au format "CD+DVD" avec une pochette différente et incluant un DVD avec le clip vidéo de la chanson-titre.
Celle-ci est une reprise en japonais d'une chanson de Ananda Project (pseudonyme de Chris Brann) sortie en 2004. Le single contient aussi, en plus de deux versions de la "face B" Aishiteru..., deux autres versions rallongées de la chanson-titre : l'une d'elles était déjà parue deux mois plus tôt sur la compilation d'avex House Nation - Aquamarine, tandis que l'autre, en anglais, figurera en 2010 sur l'album de remix Blooming que réalisera Ami Suzuki en tant que DJ. Elle se consacre ensuite à cette carrière parallèle de DJ, et ne sortira pas de disque en 2010 en tant que chanteuse. Inédite en album dans sa version courte originale, la chanson-titre figurera finalement sur la compilation Ami Selection qui sortira fin 2011.

## Liste des titres
| 1. | Kiss Kiss Kiss (Japanese Version) (KISS KISS KISS...)          | Ami Suzuki / Chris Brann, Camp, Johnson | 4:58 |
| 2. | Aishiteru... (aishiteru...)                                    | Tomoyuki Tanaka                         | 4:08 |
| 3. | Kiss Kiss Kiss (Extented Japanese Version) (KISS KISS KISS...) | Ami Suzuki / Chris Brann, Camp, Johnson | 6:55 |
| 4. | Kiss Kiss Kiss (Extended English Version) (KISS KISS KISS...)  | Chris Brann, Camp, Johnson              | 6:55 |
| 5. | Aishiteru... (Extended) (aishiteru...)                         | Tomoyuki Tanaka                         | 5:07 |

| 1. | Kiss Kiss Kiss (KISS KISS KISS) |  |